# Eulophonotus
Genre
Eulophonotus est un genre d'insectes lépidoptères de la famille des Cossidae, originaire des régions tropicales d'Afrique.

## Liste d'espèces
Selon Catalogue of Life (3 oct. 2013) :
- Eulophonotus myrmeleon
- Eulophonotus obesus